# Música mod
La música mod (modernista), es un género musical que surge durante la época de The Beatles y The Rolling Stones, en Reino Unido.
La música es estrepitosa; el sonido de las guitarras eléctricas se amplifica al máximo, las baterías, además de mantener el tempo, cobran mucha importancia y los riff se repiten hasta la saciedad. 
El grupo inglés The Who era el más representativo.
- Datos: Q21573471